# Ferrari 288 GTO
Ferrari 288 GTO byl supersportovní automobil, který v letech 1984 až 1986 vyráběla italská automobilka Ferrari. Bylo vyrobeno pouze 277 kusů. Vůz byl po letech nástupcem supersportu Ferrari 250 GTO a nahradil jej typ F40. Karoserie byla uzavřené kupé. Technicky vůz vycházel z typu 308 GTB

## Popis
Vůz byl původně postaven pro homologaci potřebné pro závody ve skupině B. Ta nařizovala výrobu 200 kusů. Automobil nebyl nikdy nasazen, protože skupina B byla náhle zrušena po větším počtu tragických nehod. Poslední kapkou, která přispěla ke zrušení této kategorie soutěžních vozů, byla havárie Henri Toivonena. Všech 272 do té doby vyrobených vozů bylo přestavěno na prodej. Karoserie typu 308 byla prodloužena o 110 mm na 2450 mm

## Motor
Vůz poháněl osmiválcový vidlicový motor (V8) o objemu 2885cc se vstřikováním Magneti-Marelli přeplňovaný dvěma turbodmychadly IHI o výkonu 400 koní. Z nuly na 100 km/h zrychlil vůz za 4 sekundy a na 200 km/h za patnáct sekund.

## GTO Evoluzione

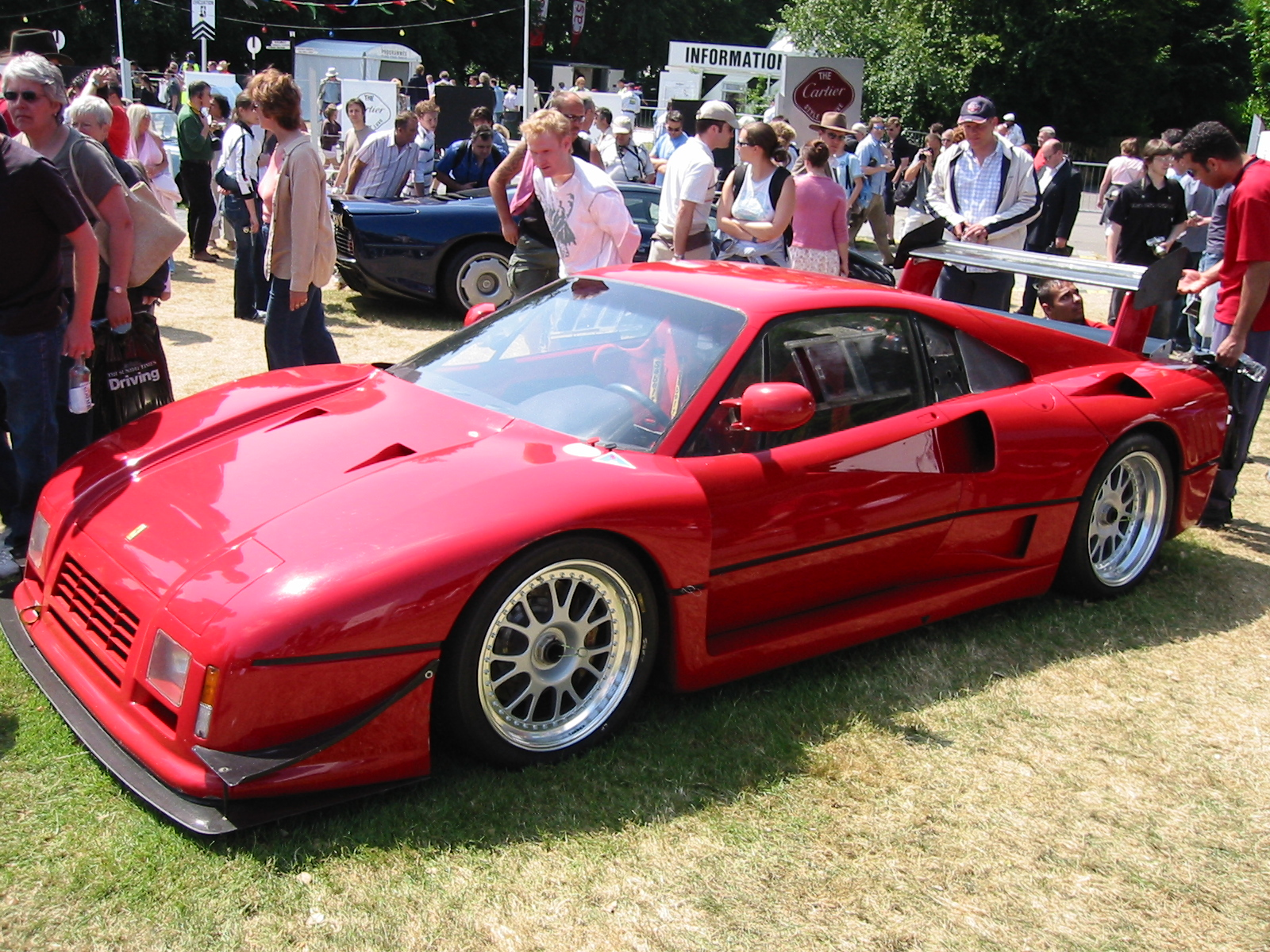
GTO Evoluzione

V roce 1987 bylo postaveno pět vozů Evoluzione. Měly výrazný bodykit a výkonnější motor. Ten nyní disponoval výkonem 650 koní (480 kW). Vůz vážil 940 kg a dosahoval maximální rychlosti 362 km/h. Automobil byl připravován pro závody ve skupině B, která byla zrušena dřív, než byl vůz dokončen.